# Setaria oplismenoides
Setaria oplismenoides är en gräsart som beskrevs av R.A.W.Herrm. Setaria oplismenoides ingår i släktet kolvhirser, och familjen gräs. Inga underarter finns listade i Catalogue of Life.